# 佩德·孔斯海于格
佩德·孔斯海于格（挪威語：Peder Kongshaug，2001年8月13日—），挪威速度滑冰運動員，他代表挪威隊參加了中國舉行的2022年冬季奧林匹克運動會，並且在男子團體追逐比賽上獲得金牌。